# 朗伍德克羅辛 (印地安納州)
朗伍德克羅辛（英語：Longwood Crossing）是位於美國印地安納州費耶特縣的一個非建制地區。該地的面積和人口皆未知。